# Cyklisk modul
En cyklisk modul är inom ringteori en (vänster- eller höger)modul som genereras av ett enda element. Speciellt är den alltså en ändligtgenererad modul.
Med andra ord är en vänstermodul M över en unitär ring A cyklisk om det finns något element x i modulen sådant att varje element i modulen kan skrivas som en multipel av ett ringelement och x. Formellt kan detta uttryckas som att
{\displaystyle M=Ax=\{ax|a\in A\}\,}
för något {\displaystyle x\in M}.
Ett exempel är enkla moduler, då varje nollskilt element i en enkel modul genererar hela modulen. Om till exempel M är en enkel vänstermodul över den unitära ringen A, och x ≠ 0 är ett element i M, så är Ax = { ax : a ∈ A } en nollskild delmodul av M. Eftersom M enligt antagandet inte har några andra delgrupper än 0 och M själv, måste Ax = M, det vill säga, x genererar hela M. Detta innebär att varje enkel modul är en cyklisk modul. Notera dock att det omvända inte gäller i allmänhet.

## Exempel
- Ett linjärt rum är cykliskt (som modul över sin kropp av skalärer) precis om det har dimension högst ett.
- En abelsk grupp är cyklisk som modul över Z precis om den är cyklisk som grupp.
- Varje nollmodul och varje enkel modul är cyklisk, se förra stycket.
- Ett ensidigt ideal är cykliskt precis om det är ett principalideal.

## Egenskaper
- Givet en cyklisk A-modul M, som generas av x ∈ M, finns det en kanonisk isomorfi mellan M och A / AnnAx, där AnnAx betecknar annihilatorn till x inA.
- Om M är en cyklisk delmodul av A och M inte är nolldelmodulen, så har M minst en maximal äkta delmodul.